# Charlotte et Zénaïde Bonaparte
Charlotte et Zénaïde Bonaparte est un double portrait peint par Jacques-Louis David en 1821. Le tableau représente les deux filles de Joseph Bonaparte et de Julie Bonaparte, née Clary, Charlotte à gauche de la toile et Zénaïde à droite. David, exilé à Bruxelles, reçut la visite de Julie Bonaparte et de ses filles alors réfugiées en Belgique, avant de rejoindre Joseph Bonaparte qui s'était installé aux États-Unis. Il existe trois versions de ce portrait, peint par David et ses assistants, posant des problèmes d'attributions. Dans le catalogue David de l'exposition de 1989, Antoine Schnapper considère que la version du J.P.Getty Museum provenant de la collection Roccagiovine, par le traitement du fond et l'existence de repentirs est probablement l'original. Les autres versions identifiées sont : celle du Muséo Napoléonico de Rome (ancienne collection Primoli), et celle du musée d'art de Toulon daté de 1822, qui est différente par la présence de motifs en étoiles au lieu d'abeilles sur le tissu du canapé.